# Chiesa di San Nicola di Usokha
La Chiesa di San Nicola di Usokha (in russo Церковь Николы со Усохи?) è una chiesa ortodossa situata nella città di Pskov, in Russia. È stata costruita tra il XV e il XVI secolo ed è classificata come chiesa di interesse storico e culturale della Federazione di Russia.
A luglio 2019 è stata dichiarata, insieme ad altre chiese di Pskov, patrimonio dell'UNESCO.